# Lupin ladro full-time
Lupin ladro full-time è l'undicesimo singolo di Giorgio Vanni, pubblicato il 18 dicembre 2018.

## Le canzoni
Lupin ladro full-time, scritta da Alessandra Valeri Manera su musica di Max Longhi e Giorgio Vanni, è la sigla di testa dell'anime Lupin III - Ritorno alle origini, mentre Rubami ancora il cuore è la sigla di coda dell'anime già citato. Scritta e composta dal duo Longhi-Vanni e cantata da Giorgio Vanni con Alessandra Bordiga, quest'ultima tratta le tematiche amorose tra Lupin e Fujiko Mine. L'interpretazione della cantante nella canzone è quella usata per il provino dato che, gli autori avevano trovato perfetta già quella versione.
La messa in onda della serie e delle due sigle è stata anticipata da foto racconti dell'artista con un gruppo di cosplayer che interpretavano i personaggi dell'anime.

## Tracce
Download digitale
1. Lupin ladro full-time – 2:40 (testo: Alessandra Valeri Manera – musica: Giorgio Vanni e Max Longhi)
2. Rubami ancora il cuore (feat. Alessandra Bordiga) – 3:05 (Giorgio Vanni e Max Longhi)

## Formazione
- Giorgio Vanni – voce, chitarra, cori
- Max Longhi – tastiera, programmazione, cori

## Video musicali
Il video di Lupin ladro full-time è realizzato su quello della sigla originale giapponese e dalle immagini tratte dalle puntate dell'anime mentre per Rubami ancora il cuore il video è basato sull'originale giapponese ma le sequenze seguono un ordine diverso, in modo da essere adattato alla musica.
Il 23 dicembre 2018, sul canale YouTube dell'artista viene pubblicato il video musicale per Rubami ancora il cuore. Al video, registrato al Cross-Studio di Milano, partecipano Giorgio Vanni, Arianna Paltrinieri e Max Longhi.

### Produzione
- Federica Paradiso – Direzione
- Matteo Parozzi – Direzione, riprese e montaggio
- Elena Ballarini – Costumi e make-up
- Generoso Maccario – Assistente sul set